# Laura Mestre Hevia
Laura Mestre Hevia (l'Havana, 4 d'abril de 1867 – 1944), fou una hel·lenista, humanista, escriptora i traductora cubana.
Es va criar en un ambient intel·lectual; als setze anys llegia autors com Huxley, Darwin, Spencer, Haeckel, Molleschott i Büchner. Dos anys després publica la seva primera traducció del francès, L'ombra, de Adèle Janvier, Vescomtessa de Lepic-Janvier de la Motte.
Mestre va estudiar en la Facultat de Filosofia i Lletres i es va aplicar al coneixement, a més del llatí i el grec, del francès, l'anglès i l'italià, així com de les seves respectives literatures. Va prendre com a paradigmàtics l'art, la literatura i la filosofia dels grecs, en tant que ostenten valors i qualitats que, segons la seva manera de pensar, havien d'estar presents a l'educació dels joves i va proposar que aquesta havia d'assentar-se en el coneixement dels textos homèrics. A partir d'una formació clàssica proposava l'estudi de l'obra dels savis moderns i la seva emulació quant a la difusió i ampliació d'idees i descobriments fins a comprendre a tota la humanitat.
Va traduir al castellà la Ilíada i l'Odissea, versions pensades en els alumnes hispanoparlants; que varen restar inèdites. També va traduir epinicis de Píndar, poemes de Safo, l'Anacreòntica i cants populars de la Grècia moderna com a part dels seus assajos, segons es pot apreciar en Estudios griegos (1929). Igualment va publicar Literatura Moderna. Estudios y narraciones (1939).
En morir en 1944 va deixar manuscrits i preparats per a la seva publicació uns altres quatre llibres: Naturalesa, Elements de Dibuix i Pintura, Les Dissertacions, Florència (en què recull les seves narracions).